# Белошевич, Ивица
Ивица Белошевич (хорв. Ivica Belošević; 12 сентября 1909, Сушак, Австро-Венгрия — 7 октября 1987, Риека, СФРЮ) — хорватский и югославский футболист, игравший на позиции защитника, и футбольный тренер.

## Клубная карьера
Родившийся в Сушаке Ивица Белошевич на протяжении своей карьеры футболиста выступал за загребские клубы «Графичар» (с 1924 по 1931 год), «Конкордия» (с 1932 по 1937 год) и «Граджянски» (с 1937 по 1941 год).

## Карьера в сборной
3 июня 1933 года Ивица Белошевич дебютировал в составе сборной Югославии, в матче Балканского кубка 1933 года против команды Греции. Всего за Югославию защитник провёл 11 матчей.
Белошевич также выступал за сборную Хорватии, представлявшую Хорватскую бановину, проведя за неё три матча. 8 декабря 1940 года в поединке с Венгрией он играл роль капитана команды.

## Тренерская карьера
После завершения игровой карьеры Белошевич работал главным тренером во множестве загребских команд, а также в вараждинской «Славии», сисакском «Металаце» и «Карловаце».